# Kiwify
A Kiwify é uma fintech brasileira que oferece o serviço de hospedagem e venda de infoprodutos, como cursos online, e-books, mentorias e outros tipos de conteúdos digitais. O negócio opera com ferramentas para a gestão de vendas, integração com sistemas de pagamentos e recursos de marketing digital para a criação de páginas de vendas. Fundada em 2020 por Artur Ribas, a plataforma digital registrou uma base de mais de 25 milhões de compradores cadastrados, 3,5 milhões de afiliados ativos e mais de 30 mil produtores digitais no ano de 2024.

## História
A jornada empreendedora de Artur Ribas começou em 2010 e sempre esteve conectada com negócios que envolvem o meio digital. Com experiência em marketplace para a venda de infoprodutos e produtos físicos, em 2020 ele decidiu fundar a própria startup para solucionar problemas que criadores de conteúdo encontravam ao tentar monetizar seus conhecimentos no digital, criando uma plataforma para a hospedagem e intermediação de venda desses infoprodutos.
Inicialmente, a plataforma foi lançada com o nome de Kiwicheckout, e posteriormente evoluiu para o nome Kiwify. A sede da empresa fica localizada em Balneário Camboriú.
Além de funcionalidades para uma educação descentralizada e digital, a plataforma é conhecida por oferecer eventos e experiências exclusivas para seus clientes, levando-os para lugares do Brasil e do mundo em viagens.
Em fevereiro de 2021, um ano após a fundação da Kiwify, a plataforma foi acelerada  pela YCombinator, maior aceleradora de startups do Vale do Silício.
Em setembro de 2023, a Kiwify apareceu na lista LinkedIn Top Startups, ficando em 18º lugar das 20 empresas brasileiras  consideradas emergentes no Brasil, levando em consideração os desafios econômicos e de investimento em talentos do ano vigente.
Em dezembro de 2024, a plataforma levantou seu primeiro Fundo de Investimento em Direitos Creditórios (FIDC) no valor de R$ 50 milhões de reais. A captação de recebíveis foi utilizada para antecipação de créditos para os clientes da empresa. Em fevereiro de 2025, a empresa concluiu uma nova rodada de levantamento de recursos pelo FIDC, no valor de R$ 150 milhões de reais.
Em fevereiro de 2025, a Kiwify recebeu autorização do Banco Central (BC) para operar como Instituição de Pagamento. Atuando na modalidade de Emissor de Moeda Eletrônica, essa categoria permite mais segurança aos fluxos financeiros que ocorrem na plataforma.
A base de compradores cadastrados na plataforma ultrapassa 25 milhões de pessoas, com 3,5 milhões de afiliados ativos e mais de 30 mil produtores digitais.

## Funcionalidades
A Kiwify é uma das principais plataformas para a venda de produtos digitais, oferecendo experiência de usuário e funcionalidades que auxiliam os infoprodutores na criação de produtos e serviços digitais e na facilitação de pagamentos. Algumas das principais funcionalidades da plataforma:

#### Compra por 1 click
Essa funcionalidade agiliza o processo de pagamento, reduzindo o abandono de carrinho e aumentando as taxas de conversão do negócio digital hospedado na Kiwify.

#### Marketplace de afiliados
A plataforma oferece um sistema robusto para os infoprodutores conectarem-se com afiliados, expandindo a distribuição de seus infoprodutos no mercado digital.

#### Kiwipay
A Kiwify desenvolveu um sistema que automatiza tentativas de pagamento dentro da plataforma para aumentar a recuperação de transações falhas sem intervenção manual do infoprodutor.

#### Checkout para eventos
A Kiwify criou um checkout de pagamento para negócios que realizam eventos ao vivo, palestras e webinars.

#### Saque em D+2
A plataforma criou um sistema que permite aos infoprodutores digitais receberem os valores de suas vendas em até dois dias úteis, garantindo fluxo de caixa ágil para os negócios digitais.

## Premiações da plataforma
Para incentivar negócios digitais no Brasil, a Kiwify criou um sistema de gamificação baseado no faturamento dos negócios hospedados na plataforma. As premiações consideram o faturamento de R$10 mil, R$100 mil, R$1 milhão, R$5 milhões, R$10 milhões e R$50 milhões.
Na premiação de R$10 mil reais em faturamento na plataforma, o infoprodutor recebe uma pulseira exclusiva e uma tag de viagem.
Na premiação de R$100 mil reais em faturamento na plataforma, o infoprodutor recebe uma placa com o registro da conquista e uma cesta de presentes.
Na premiação de R$1 milhão de reais em faturamento na plataforma, o infoprodutor ganha uma placa com o registro da conquista, uma pulseira, uma cesta de presentes e uma viagem completa para Balneário Camboriú para gravar o Kiwicast, o podcast de marketing digital da Kiwify.
Na premiação de R$5 milhões de reais em faturamento na plataforma, o infoprodutor recebe uma placa com o registro da conquista e uma pulseira de silicone.
Na premiação de R$10 milhões em faturamento na plataforma, o infoprodutor recebe uma placa com o registro da conquista e uma viagem completa de sete dias para Dubai.
Na premiação de R$ 15 milhões em faturamento na plataforma, o infoprodutos recebe uma placa com o registro da conquista e uma cesta de presentes.
Na premiação de R$50 milhões em faturamento na plataforma, o infoprodutor recebe uma placa com registro da conquista e uma viagem completa de sete dias para o Japão.
| Reconhecimento       | Faturamento (R$) | Premiação |
| -------------------- | ---------------- | --- |
| Kiwify Pearl         | 10.000,00        | Pulseira exclusiva e uma tag de viagem.                                                                                |
| Kiwify Emerald       | 100.000,00       | Placa com o registro da conquista e uma cesta de presentes.                                                            |
| Kiwify Black Pearl   | 1.000.000,00     | Placa com o registro da conquista, uma pulseira, uma cesta de presentes e uma viagem completa para Balneário Camboriú. |
| Kiwify Diamond       | 5.000.000,00     | Placa com o registro da conquista e uma pulseira exclusiva.                                                            |
| Kiwify Royal Diamond | 10.000.000,00    | Placa com o registro da conquista e uma viagem completa de sete dias para Dubai.                                       |
| Kiwify Tourmaline    | 15.000.000,00    | Placa com o registro da conquista e uma cesta de presentes.                                                            |
| Kiwify Sapphire      | 50.000.000,00    | Placa com registro da conquista e uma viagem completa de sete dias para o Japão.                                       |

## Eventos
Eventos e experiências exclusivas estão nos escopo de objetivos da Kiwify para expandir sua marca no mercado brasileiro e internacional.
Em novembro de 2023, a plataforma digital realizou a 1ª edição do Kiwify Elite. O evento tem como proposta reunir influenciadores e produtores digitais para estimular parcerias e negócios no mercado de creator economy. O primeiro destino do projeto levou os convidados para a Grécia.
Em abril e outubro de 2024 a plataforma realizou mais dois eventos do formato Kiwify Elite, com destinos para a África do Sul e Islândia.
Em novembro de 2024, a Kiwify realizou um novo formato de evento para o mercado digital, chamado Kiwify Scale. A 1ª edição do evento aconteceu em Campos do Jordão e reuniu infoprodutores digitais que estão se destacando na internet para uma imersão de networking e palestras.
Em fevereiro de 2025, um novo formato de evento foi adicionado ao portfólio da plataforma. Chamado de Kiwify Dinner, o evento tem como objetivo reunir mensalmente produtores digitais do mercado para um jantar temático para gerar novas conexões e conversas sobre negócios entre eles. Já foram realizadas três edições, com temáticas italiana, tropical e circo.
Outro grande formato de evento para o marketing digital produzido pela Kiwify em 2023 e 2024 foi o Kiwify Festival. As duas edições do evento aconteceram em São Paulo, no Transamérica Expo Center. A edição de 2024 atraiu um público estimado de três mil pessoas para assistir palestras e aprender com profissionais do marketing digital estratégias de negócios.

## Educação
Oferecendo uma plataforma para a educação descentralizada, a Kiwify disponibiliza para o público geral um curso gratuito que ensina qualquer pessoa a converter conhecimento em renda extra.
Publicado no YouTube em abril de 2024, o curso tem 12 horas de duração e ensina conteúdos de tráfego pago, gerenciamento de redes sociais, produção de conteúdo, criação de infoprodutos e lançamentos digitais.
Outra frente de educação gratuita da empresa é o Kiwicast, podcast que entrevista profissionais de conteúdo digital para falar sobre seus negócios e profissões no mercado de trabalho. O formato de compartilhamento de conhecimento possibilita que a Kiwify crie um portal educativo referência em marketing digital.

## Expansão internacional
Em abril de 2025, a Kiwify anunciou oficialmente a sua expansão internacional. O checkout internacional oferece para os infoprodutores a possibilidade de venda de produtos digitais brasileiros para todos os países do mundo e em todas as moedas estrangeiras com ganhos convertidos em dólar. Um grande diferencial apresentado pelo checkout internacional da empresa é a integração de pagamento em um clique utilizando o Apple Pay.

## Prêmios nacionais e internacionais
| Ano  | Organização                       | Recipiente(s)              | Categoria                            | Resultado |
| ---- | --------------------------------- | -------------------------- | ------------------------------------ | --------- |
| 2024 | Prêmio Caio                       | Kiwify Elite Islândia      | Projeto Futuro de Evento Corporativo | Ouro      |
| 2024 | FIP Festivals                     | Kiwify Elite África do Sul | Evento Interativo Exterior           | Ouro      |
| 2024 | FIP Festivals                     | Kiwify Elite África do Sul | Eventos com Programa de Viagens      | Prata     |
| 2024 | FIP Festivals                     | Kiwify Elite Grécia        | Melhor Viagem de Incentivo           | Prata     |
| 2024 | FIP Festivals                     | Kiwify Festival 2024       | Melhor Evento Sazonal Original       | Prata     |
| 2024 | FIP Festivals                     | Kiwify Festival 2024       | Evento Corporativo                   | Bronze    |
| 2024 | Prémios Lusófonos da Criatividade | Kiwify Elite Islândia      | Eventos Multi Espaços                | Ouro      |
| 2024 | Prémios Lusófonos da Criatividade | Kiwify Festival 2024       | Eventos de Grandes Dimensões         | Bronze    |
| 2024 | Prémios Lusófonos da Criatividade | Kiwify Elite África do Sul | Eventos Multi Espaços                | Bronze    |
| 2024 | Prémios Lusófonos da Criatividade | Kiwify Elite Islândia      | Eventos Multi Espaços                | Bronze    |